# Hajmáskéri Törökcsapás
Hajmáskéri Törökcsapás este o arie protejată (arie specială de conservare — SAC, sit de importanță comunitară — SCI) din Ungaria întinsă pe o suprafață de 901,16 ha, integral pe uscat.

## Localizare
Centrul sitului Hajmáskéri Törökcsapás este situat la coordonatele 47°08′09″N 18°04′05″E / 47.135833°N 18.068056°E.

## Înființare
Situl Hajmáskéri Törökcsapás a fost declarat sit de importanță comunitară în mai 2004 pentru a proteja 3 specii de plante și 3 specii de animale. Situl a fost protejat și ca arie specială de conservare în februarie 2010.

## Biodiversitate
Situată în ecoregiunea panonică, aria protejată conține 4 habitate naturale: Pajiști panonice carstice (Stipo-Festucetalia pallentis), Pajiști stepice subpanonice, Tufărișuri subcontinentale peripanonice, Păduri panonice cu Quercus pubescens.
La baza desemnării sitului se află mai multe specii protejate:
- plante (3): Dianthus plumarius subsp. regis-stephani, sisinei (Pulsatilla grandis), Seseli leucospermum
- mamifere (1): popândău (Spermophilus citellus)
- nevertebrate (2): Carabus hungaricus, Phyllometra culminaria

Pe lângă speciile protejate, pe teritoriul sitului au mai fost identificate 6 specii de plante, 1 specie de nevertebrate.